# The Cat and the Canary
The Cat and the Canary (bra: O Gato e o Canário) é um filme estadunidense de 1939, do gênero comédia de terror, dirigido por Elliott Nugent, com roteiro de Walter DeLeon e Lynn Starling baseado na peça homônima de John Willard. 
É a primeira produção planejada como veículo para Bob Hope, transformando-o em astro, bem como à coestrela Paulette Goddard. Ken Wlaschin considera-o um dos dez melhores filmes das carreiras tanto de Hope quanto de Paulette.
Filmado anteriormente pela Universal Pictures em 1927 (e novamente em 1930 com o título de The Cat Creeps). Em 1978, foi feita nova adaptação, desta vez na Inglaterra, estrelada por Honor Blackman e Edward Fox.

## Sinopse
Dez anos após a morte do milionário Cyrus Norman, seu advogado reúne os seis parentes que restaram, para a leitura do testamento. A única beneficiária é Joyce Norman que, no entanto, só ficará com a fortuna se não enlouquecer depois de passar uma noite na mansão gótica do tio, que fica nos pântanos perto de Nova Orleães. Frustrados, os outros pretendentes tentarão fazer com que Joyce perca a cabeça.
Auxiliada pelo covarde Wally Campbell, Joyce se vê em meio a mãos a que faltam corpos, passagens secretas, ecos, correntes que se arrastam, ruídos diversos etc. No meio de tudo isso, a notícia de que o maníaco homicida "The Cat" escapou.
Várias pessoas morrerão antes do amanhecer.

## Elenco
| Ator/Atriz          | Personagem                 |
| ------------------- | -------------------------- |
| Bob Hope            | Wally Campbell             |
| Paulette Goddard    | Joyce Norman               |
| John Beal           | Fred Blythe                |
| Douglass Montgomery | Charles Wilder             |
| Gale Sondergaard    | Senhorita Lu, a governanta |
| Elizabeth Patterson | Tia Susan                  |
| George Zucco        | Crosby, o advogado         |
| Nydia Westman       | Cicily                     |